# Třída Restigouche
Třída Restigouche  byly protiponorkové torpédoborce kanadského královského námořnictva. Jednalo se o mírně modifikovanou verzi třídy St. Laurent. Celkem bylo postaveno sedm jednotek této třídy. Ve službě byly v letech 1958–1997. Zatímco tři plavidla byla už roku 1974 převedena do rezervy, zbylá čtveřice byla několikrát modernizována. Všechna plavidla již byla vyřazena ze služby. Nahradily je fregaty třída Halifax.

## Pozadí vzniku

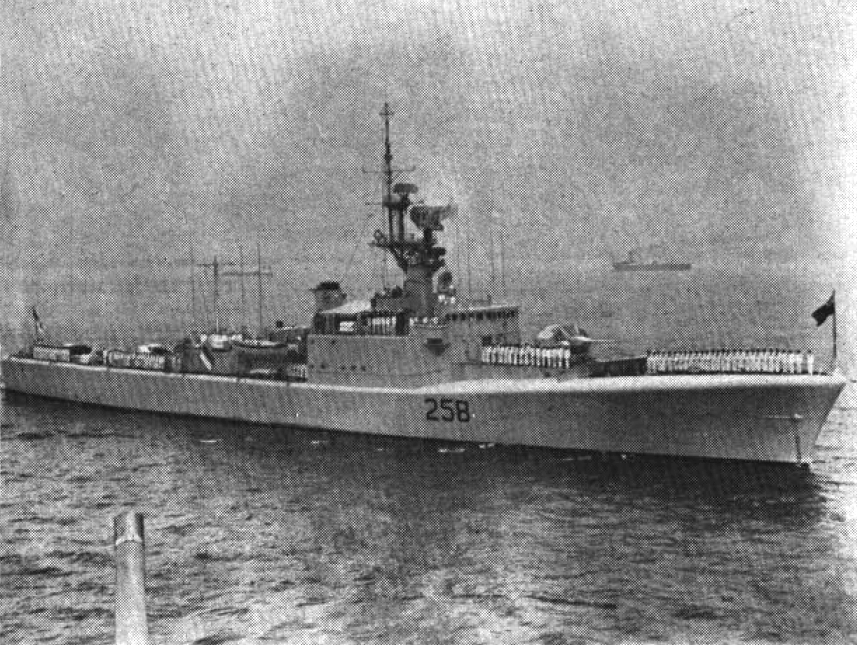
Původní podoba HMCS Kootenay (DE-258)

Třída Restigouche byla postavena jako vylepšená verze velmi úspěšných protiponorkových torpédoborců třídy St. Laurent. Lišila se především výkonnějšími 76mm kanóny v příďové věži, vylepšeným systémem řízení palby a o jednu palubu zvýšeným můstkem. Celkem bylo postaveno sedm jednotek této třídy, které do služby vstoupily v letech 1958–1959.
Jednotky třídy Restigouche:
| Jméno                     | Loděnice                                | Spuštěna           | Vstup do služby   | Osud                                                                                       |
| ------------------------- | --------------------------------------- | ------------------ | ----------------- | ------------------------------------------------------------------------------------------ |
| HMCS Restigouche (DE-257) | Halifax Shipyards, Halifax              | 22. listopadu 1954 | 7. června 1958    | Vyřazen 1994, potopen jako umělý útes, potopen jako umělý útes.                            |
| HMCS Chaudière (DE-235)   | Halifax Shipyards, Halifax              | 13. listopadu 1957 | 14. února 1959    | Vyřazen 1974, příď byla později použita k opravě kolizí poškozeného torpédoborce Kootenay. |
| HMCS Gatineau (DE-236)    | Davie Shipbuilding Ltd., Lauzon         | 3. června 1957     | 17. února 1959    | Vyřazen 1996.                                                                              |
| HMCS St. Croix (DE-256)   | Marine Industries, Sorel                | 17. listopadu 1957 | 4. října 1958     | Vyřazen 1974, využíván jako cvičný hulk, sešrotován.                                       |
| HMCS Kootenay (DE-258)    | Burrard Dry Dock Ltd., North Vancouver  | 15. června 1954    | 7. března 1959    | Vyřazen 1995, potopen jako umělý útes.                                                     |
| HMCS Terra Nova (DE-259)  | Victoria Machinery Depot Ltd., Victoria | 21. června 1955    | 6. června 1959    | Vyřazen 1997.                                                                              |
| HMCS Columbia (DE-260)    | Burrard Dry Dock Ltd., North Vancouver  | 1. listopadu 1956  | 7. listopadu 1959 | Vyřazen 1974, využíván jako cvičný hulk, potopen jako umělý útes.                          |

## Konstrukce

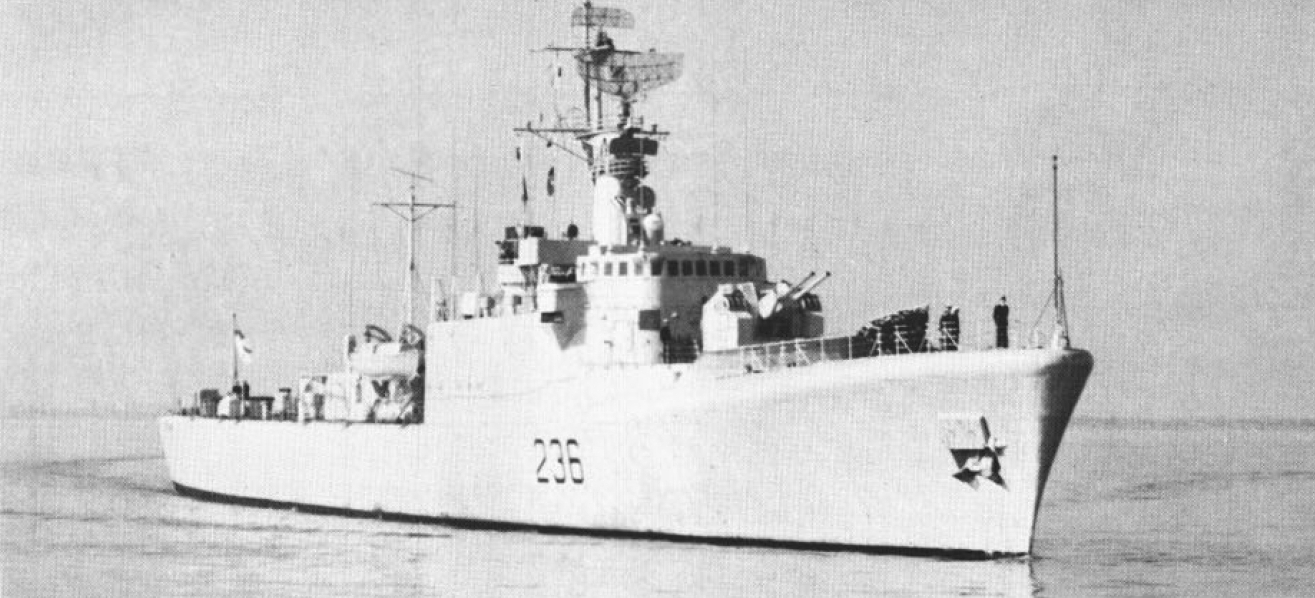
HMCS Gatineau (DE-236) roku 1974

### Po dokončení
Plavidla nesla vzdušný vyhledávací radar SPS-12, vyhledávací radar SPS-10B a navigační radar Sperry Mk.2. Byla vybavena sonary SQS-501, SQS-502, SQS-503 a SQS-10.
Výzbroj tvořily čtyři 76mm kanóny ve dvoudělových věžích. Příďová věž nesla britské dvouúčelové 76mm kanóny Vickers Mk.6 o délce hlavně 70 ráží (byly vyvinuty speciálně pro britské křižníky třídy Tiger a kanadské námořnictvo bylo jejich jediným zahraničním uživatelem). Na zádi byly dva americké 76mm kanóny Mk.33 o délce hlavně 50 ráží. K ničení ponorek lodě nesly dva salvové vrhače hlubinných pum Mk 10 Limbo a dva jednohlavňové vrhače Mk 2 („K-gun“) pro protiponorková torpéda Mk 43.
Pohonný systém tvořily dva kotle Babcock & Wilcox a dvě parní turbíny English-Electric o výkonu 30 000 hp, pohánějící dva lodní šrouby. Nejvyšší rychlost dosahovala 28 uzlů. Dosah byl 4750 námořních mil při rychlosti 14 uzlů.

## Modernizace

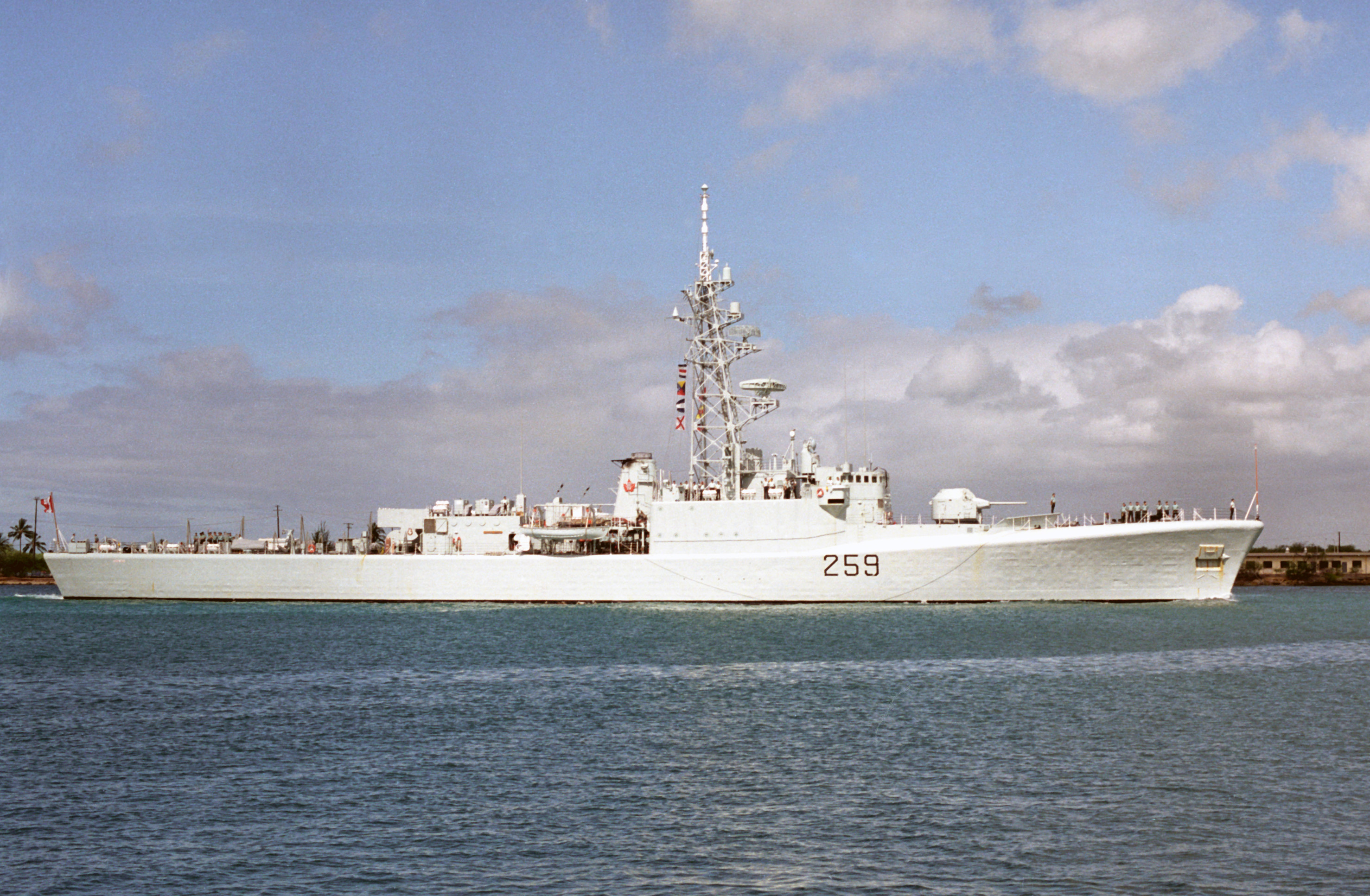
HMCS Terra Nova (DE-259) roku 1986

### Modernizace IRE
V  60. letech 20. století byly čtyři torpédoborce v programu Improved REstigouche (IRE) modernizovány na úderná protiponorková plavidla. Nejprve byla v letech 1965–1968 zkušebně modernizována Terra Nova. V letech 1970–1973 následovaly Gatineau, Restigouche a Kootenay. Plánovaná konverze zbylých tří torpédoborců byla zrušena a ty byly roku 1974 převedeny do rezervy. Hlavní změnou provedenou v rámci IRE byla náhrada zadní dělové věže protiponorkovým systémem ASROC, nad který byl umístěn šestihlavňový vrhač 103mm osvětlovacích raket Bofors. Záď byla upravena pro instalaci sonaru s měnitelnou hloubkou ponoru SQS-505 (instalován až při modernizaci DELEX). Instalován byla také nový stožár a řada elektronických systémů (např. AQA-5 Jezebel). Jeden ze salvových vrhačů Limbo nahradil vrhač klamných cílů Corvus.

### Modernizace DELEX
Modernizace DELEX (DEstroyer Life EXtension) proběhla na plavidlech Terra Nova, Gatineau, Restigouche a Kootenay v letech 1982–1985. Odstraněn byl osvětlovací raketomet. Plavidla naopak dostala dva trojhlavňové 324mm torpédomety Mk 32, ze kterých byla vypouštěna protiponorková torpéda Mk 46. Obranu plavidel posílil vrhač klamných cílů MK 36 SRBOC a protitorpédový systém SLQ-25 Nixie.

### Modernizace pro válku v Zálivu

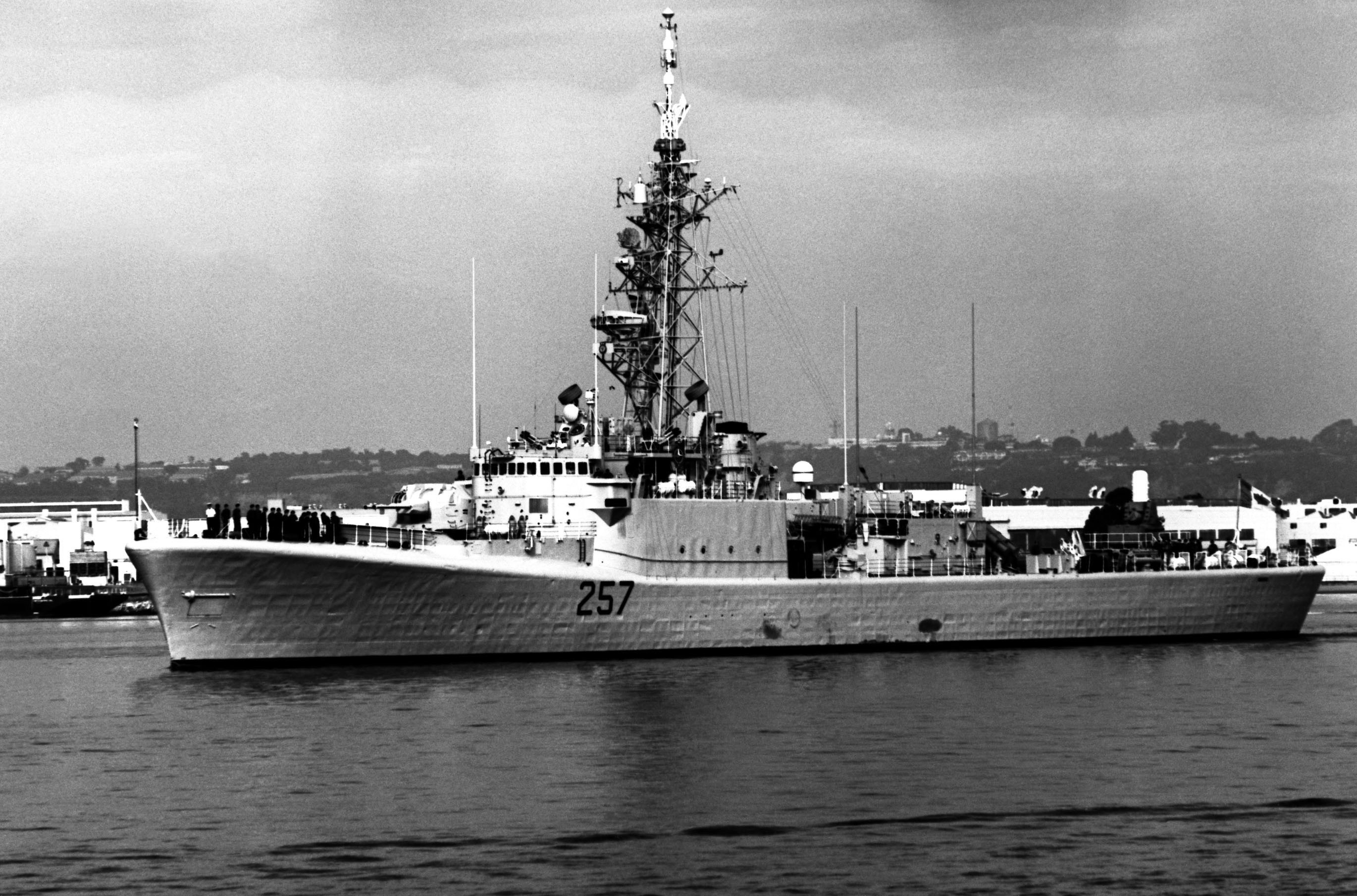
HMCS Restigouche (DE-257) po modernizaci umožňující nasazení plavidla ve válce v Zálivu

Kvůli nasazení ve válce v Zálivu byly roku 1990 modernizovány torpédoborce Terra Nova a Restigouche. Z původní výzbroje zůstala příďová dělová věž se 76mm kanóny a 324mm torpédomety. Výzbroj posílily dva 40mm kanóny Bofors, šest 12,7mm kulometů, jeden 20mm kanón Phalanx CIWS a dva čtyřnásobné kontejnery protilodních střel Harpoon. Posádka byla dále vyzbrojena přenosnými protiletadlovými raketovými komplety Blowpipe a Javelin.

## Operační služba
Torpédoborec Kootenay byl aktérem nejhorší mírové nehody plavidla kanadského námořnictva. V roce 1969 na plavidle došlo k nehodě (výbuchu) převodovky, při které zahynulo devět členů posádky. Roku 1989 Kootenay utrpěl vážné poškození přídě po srážce s civilní lodí. Torpédoborec byl opraven pomocí přídě z vyřazeného torpédoborce Chaudière.
Roku 1990 se kanadské námořnictvo zapojilo do války v Zálivu. Do bojů vyslalo několik plavidel, včetně pro tento účel narychlo modifikovaného torpédoborce Terra Nova. Pro válku v Zálivu byl vyčleněn také torpédoborec Restigouche, na místo však nedorazil před skončením bojů.

## Výskyt v kultuře
Torpédoborec Terra Nova si zahrál v americkém thrilleru K-19: Stroj na smrt. Ve filmu představoval americký torpédoborec.